# (7704) Dellen
(7704) Dellen (1992 EB7) – planetoida z grupy pasa głównego asteroid okrążająca Słońce w ciągu 4,33 lat w średniej odległości 2,65 j.a. Odkryta 1 marca 1992 roku.